# Jaap van Leeuwen
Jaap van Leeuwen (Leiderdorp, 6 de abril de 1892 - Ámsterdam, 1 de mayo de 1978) fue un combatiente de la resistencia holandesa durante la II Guerra Mundial. En el período entre 1946 y 1960 fue uno de los principales líderes de la lucha por la emancipación de los homosexuales en los Países Bajos.

## Activista homosexual
Jaap van Leeuwen era un hombre culto, de padres ricos —su padre era veterinario. Tras de interrumpir sus estudios de Derecho en la Universidad de Utrecht, se hizo funcionario; más tarde se hizo investigador de genealogía e historia.
Van Leeuwen estuvo involucrado en el Comité Científico Humanitario holandés (NWHK), una de las primeras organizaciones que luchaba por la emancipación de los homosexuales, dirigida por Jacob Schorer y fundada en 1912. Van Leeuwen mantuvo correspondencia con Schorer durante más de treinta años.
Pero Leeuwen tenía mayores ambiciones: quería su propia revista para hombres gais, siguiendo el ejemplo de la revista suiza Menschenrecht y el círculo de personas relacionado con ella. Tras medio año de preparativos, junto con Han Diekmann y Niek Engelschman, editó el primer número de la revista en marzo de 1940, con el título Levensrecht («Derecho a la vida»). Van Leeuwen escribía bajo el seudónimo de «Arent van Santhorst». 
Cuando, dos meses más tarde, los Países Bajos fueron ocupados por los alemanes, el tercer número no pudo ser distribuido. La lista de suscriptores, unos 190 nombres y direcciones, fue destruida por temor a que cayese en manos de los nazis. Van Leeuwen, sin embargo, retuvo todos los datos en su memoria; después de terminada la Guerra pudo continuar editando una revista.

## Resistencia
Durante la Guerra, Van Leeuwen estuvo involucrado en el grupo de la resistencia del periódico Parool. En otoño de 1941 el grupo encargado de la distribución en el que participaba fue traicionado y Van Leeuwen fue arrestado. Tras siete meses de cautiverio en los que no confesó, fue liberado. 
Van Leeuwen pasó inmediatamente a la clandestinidad, ayudado por la familia Addicks en Ámsterdam. Pero antes de su detención ya había ocultado todos los libros y documentos que pudieran causar problemas en casa de sus padres en Zeist.
En 1943, Van Leeuwen tuvo que ocultarse de nuevo, porque el Sicherheitsdienst estaba buscándolo. La correspondencia que se ha conservado muestra que Van Leeuwen continuó con su trabajo en la resistencia. Le resultó sencillo adoptar una nueva  identidad, ya que, como homosexual, estaba acostumbrado a llevar una doble vida. Empleaba quioscos de presa para recibir y enviar el correo, utilizando su anterior seudónimo, «Arent van Santhorst».

## Activista homófilo
Después de la Guerra, fueron Van Leeuwen y Engelschman, ahora conjuntamente con el tesorero Jo van Dijk, quienes fundaron de nuevo una revista mensual e iniciaron un club para homosexuales, el Shakespeare del Club. Van Leeuwen era el secretario y Engelschman, presidente. Después de un sinfín de dificultades con las autoridades y la policía, en 1948 el nombre fue cambiado a Cultuur en Ontspannings Centrum (C. O. C., «Centro de cultura y ocio», este nombre se ha mantenido hasta hoy en día, sin los puntos); la revista mensual fue denominada Vriendschap, «Amistad». Van Leeuwen escribió innumerables artículos para la revista.
Van Leeuwen también fundó la biblioteca del COC y reunió incansablemente libros y revistas que mencionasen la homosexualidad.
En el local del COC, el De Schakel, había una estantería de libros viejos y nuevos que vendía.
En sus últimos años Van Leeuwen se vio aislado y solitario.  El COC siguió un curso diferente y ya no se sentía en casa en la asociación.
En 1991, en Nijmegen, en el distrito de Goffert, se le dio su nombre a una avenida.

## Biblioteca Van Leeuwen
Después de la Guerra, Jaap van Leeuwen trató de recuperar la biblioteca que su buen amigo Jacob Schorer había reunido para el NWHK. La biblioteca había desaparecido en 1940, destruida por los nazis, y a pesar de haber gastado una gran cantidad de dinero y esfuerzo, su éxito fue parcial. Además, Van Leeuwen había creado la biblioteca de la COC y una gran colección privada. «Cuando me haya ido, todo esto es para el COC», decía con frecuencia. A su muerte, en 1978, sin embargo, no se había organizado nada. El secretario general de la COC, Rob Tielman, logró rescatar de manos de la familia la colección especial de Van Leeuwen en el lecho de su muerte, viendo que la familia no quería tener mucho que ver con la homosexualidad.
Esta colección formó el núcleo de la denominada Biblioteca de Van Leeuwen, que se juntó con la antigua colección de libros del COC y la biblioteca y la documentación de la fundación Stichting Dialoog. La Biblioteca de Van Leeuwen incluye obras del período 1870-1970 y fue inicialmente instalada en un edificio en la calle Keizersgracht 10, donde ya se encontraban un número de bibliotecas y centros de documentación del movimiento feminista.
En 1988 la Biblioteca Van Leeuwen fue transferida al Homodok, hoy IHLIA LGBT heritage. La colección de libros infantiles reunida por Jaap van Leeuwen, unos 900 libros, fue transferida en 1989 a NBLC Boek & Jeugd, que finalmente  acabó en 1997 formando parte de la Biblioteca Real de La Haya.